# Ghagga
Ghagga (o Chagghar, Ghaggar, Chagga) è una suddivisione dell'India, classificata come nagar panchayat, di 8.212 abitanti, situata nel distretto di Patiala, nello stato federato del Punjab. In base al numero di abitanti la città rientra nella classe V (da 5.000 a 9.999 persone).

## Geografia fisica
La città è situata a 30° 1' 15 N e 76° 6' 9 E e ha un'altitudine di 229 m s.l.m..

## Società

### Evoluzione demografica
Al censimento del 2001 la popolazione di Ghagga assommava a 8.212 persone, delle quali 4.327 maschi e 3.885 femmine. I bambini di età inferiore o uguale ai sei anni assommavano a 1.210, dei quali 644 maschi e 566 femmine. Infine, coloro che erano in grado di saper almeno leggere e scrivere erano 3.999, dei quali 2.404 maschi e 1.595 femmine.